# Turkiet i olympiska vinterspelen 2022
Turkiet deltog i de olympiska vinterspelen 2022 i Peking i Kina mellan den 4 och 20 februari 2022.
Turkiets lag bestod av sju idrottare (fyra män och tre kvinnor) som tävlade i fyra sporter. Furkan Akar och Ayşenur Duman var landets fanbärare under öppningsceremonin. Vid avslutningsceremonin var en volontär landets fanbärare.

## Alpin skidåkning
| Idrottare         | Gren                 | Åk 1    | Åk 1      | Åk 2             | Åk 2             | Totalt           | Totalt           |
| Idrottare         | Gren                 | Tid     | Placering | Tid              | Placering        | Tid              | Placering        |
| ----------------- | -------------------- | ------- | --------- | ---------------- | ---------------- | ---------------- | ---------------- |
| Berkin Usta       | Herrarnas storslalom | 1.17,91 | 45        | 1.24,81          | 43               | 2.42,72          | 43               |
| Berkin Usta       | Herrarnas slalom     | DNF     | DNF       | Gick inte vidare | Gick inte vidare | Gick inte vidare | Gick inte vidare |
| Özlem Çarıkçıoğlu | Damernas slalom      | 1.09,45 | 56        | 1.09,47          | 49               | 2.18,92          | 49               |
| Özlem Çarıkçıoğlu | Damernas storslalom  | 1.15,98 | 59        | 1.14,75          | 47               | 2.30,73          | 48               |

## Backhoppning
| Idrottare           | Gren                  | Kval    | Kval  | Kval      | Första omgången | Första omgången | Första omgången | Final            | Final            | Final            | Totalt           | Totalt           |
| Idrottare           | Gren                  | Distans | Poäng | Placering | Distans         | Poäng           | Placering       | Distans          | Poäng            | Placering        | Poäng            | Placering        |
| ------------------- | --------------------- | ------- | ----- | --------- | --------------- | --------------- | --------------- | ---------------- | ---------------- | ---------------- | ---------------- | ---------------- |
| Fatih Arda İpcioğlu | Herrarnas normalbacke | 74,5    | 52,8  | 46 Q      | 99,0            | 115,0           | 36              | Gick inte vidare | Gick inte vidare | Gick inte vidare | Gick inte vidare | Gick inte vidare |
| Fatih Arda İpcioğlu | Herrarnas stora backe | 116,0   | 94,6  | 40 Q      | 124,0           | 109,5           | 40              | Gick inte vidare | Gick inte vidare | Gick inte vidare | Gick inte vidare | Gick inte vidare |

## Längdskidåkning
Distans
| Idrottare          | Gren                          | Final           | Final           | Final           |
| Idrottare          | Gren                          | Tid             | Diff.           | Placering       |
| ------------------ | ----------------------------- | --------------- | --------------- | --------------- |
| Yusuf Emre Fırat   | Herrarnas 15 km klassisk stil | Fullföljde inte | Fullföljde inte | Fullföljde inte |
| Ayşenur Duman      | Damernas 10 km klassisk stil  | 37.36,7         | 9.30,4          | 87              |
| Özlem Ceren Dursun | Damernas 10 km klassisk stil  | 39.17,6         | 11.11,3         | 92              |

Sprint
| Idrottare                        | Gren                   | Kval    | Kval      | Kvartsfinal      | Kvartsfinal      | Semifinal        | Semifinal        | Final            | Final            |
| Idrottare                        | Gren                   | Tid     | Placering | Tid              | Placering        | Tid              | Placering        | Tid              | Placering        |
| -------------------------------- | ---------------------- | ------- | --------- | ---------------- | ---------------- | ---------------- | ---------------- | ---------------- | ---------------- |
| Yusuf Emre Fırat                 | Herrarnas sprint       | 3.15,96 | 80        | Gick inte vidare | Gick inte vidare | Gick inte vidare | Gick inte vidare | Gick inte vidare | Gick inte vidare |
| Ayşenur Duman                    | Damernas sprint        | 4.08,47 | 85        | Gick inte vidare | Gick inte vidare | Gick inte vidare | Gick inte vidare | Gick inte vidare | Gick inte vidare |
| Ayşenur Duman Özlem Ceren Dursun | Damernas sprintstafett | —       | —         | —                | —                | Varvade          | 12               | Gick inte vidare | =23              |

## Short track
| Idrottare   | Gren              | Heat     | Heat      | Kvartsfinal | Kvartsfinal | Semifinal | Semifinal | Final    | Final     |
| Idrottare   | Gren              | Tid      | Placering | Tid         | Placering   | Tid       | Placering | Tid      | Placering |
| ----------- | ----------------- | -------- | --------- | ----------- | ----------- | --------- | --------- | -------- | --------- |
| Furkan Akar | Herrarnas 1 000 m | 1.25,462 | 2 Q       | 1.25,490    | 1 Q         | 1.27,102  | 3 QB      | 1.36,052 | 6         |